# ناحیه داکا
ناحیه داکا (به لاتین: Dhaka District) یک ناحیه در بنگلادش است که در استان داکا واقع شده‌است.

## خصوصیات
ناحیه داکا ۱٬۴۶۳٫۶ کیلومترمربع مساحت و ۱۸٬۳۰۵٬۶۷۱ نفر جمعیت دارد.